# Championnats du monde de badminton 1985
Navigation
Copenhague 1983 Pékin 1987
Les 4e Championnats du monde de badminton se sont tenus du 10 au 16 juin 1985 au Pengrowth Saddledome à Calgary au Canada. La compétition a été organisée par la fédération internationale de badminton.

## Résultats
| Epreuve       | Or                            | Argent                             | Bronze                                |
| ------------- | ----------------------------- | ---------------------------------- | ------------------------------------- |
| Simple hommes | Han Jian                      | Morten Frost                       | Pieter Nierhoff                       |
| Simple hommes | Han Jian                      | Morten Frost                       | Yang Yang                             |
| Simple dames  | Han Aiping                    | Wu Jianqui                         | Li Lingwei                            |
| Simple dames  | Han Aiping                    | Wu Jianqui                         | Zheng Yuli                            |
| Double hommes | Park Joo-bong et Kim Moon-soo | Li Yongbo et Tian Bingyi           | Liem Swie King et Hariamanto Kartono  |
| Double hommes | Park Joo-bong et Kim Moon-soo | Li Yongbo et Tian Bingyi           | Mark Christiansen et Michael Kjeldsen |
| Double dames  | Han Aiping et Li Lingwei      | Lin Ying et Wu Dixi                | Kim Yun-ja et Yoo Sang-hee            |
| Double dames  | Han Aiping et Li Lingwei      | Lin Ying et Wu Dixi                | Kang Haeng-suk et Hwang Sun-ae        |
| Double mixte  | Park Joo-bong et Yoo Sang-hee | Stefan Karlsson et Maria Bengtsson | Nigel Tier et Gillian Gowers          |
| Double mixte  | Park Joo-bong et Yoo Sang-hee | Stefan Karlsson et Maria Bengtsson | Zhang Xinguang et Lao Yujing          |

## Tableau des médailles
| Rang | Nation       | Or | Argent | Bronze | Total |
| ---- | ------------ | -- | ------ | ------ | ----- |
| 1    | Chine        | 3  | 3      | 4      | 10    |
| 2    | Corée du Sud | 2  | 0      | 2      | 4     |
| 3    | Danemark     | 0  | 1      | 2      | 3     |
| 4    | Suède        | 0  | 1      | 0      | 1     |
| 5    | Indonésie    | 0  | 0      | 1      | 1     |
| 5    | Angleterre   | 0  | 0      | 1      | 1     |